# グロプ G-850
グロプ G-850 ストラト2C
メミンゲンに駐機するグロプ G-850 ストラト2C
- 用途：高高度実験機
- 製造者：グロプ・アエロスペース
- 初飛行：1995年3月31日
- 生産数：1機

グロプ G-850 ストラト2C（Grob G-850 Strato 2C）は、ドイツの高高度実験機である。2基のターボチャージャー付ピストンエンジンと複合材料製の非常に長いスパンの主翼を備えている。1990年代に1機が製造され最後の飛行でピストンエンジン付航空機の世界高度記録を樹立したが、その後計画は破棄された。

## 開発と設計
1992年4月にドイツ航空宇宙センター（DLR）は、大気圏内の成層圏と気候を調査する航空機の開発を開始した。航空機製造への複合材料の利用と1996年に運用開始予定だったイーグレット観測機の開発の成功という経験を買われて、これらの要求に合致する航空機の設計と製造にグロプ・アエロスペースが選定された。
高度24,000 m (78,700 ft)での48時間の飛行運用という要求に応じるためにグロプ社は、スパン56.5 m (185 ft 4½ in)という非常に高いアスペクト比の主翼を持つ双発機を設計した。この主翼はウィングレットを備え、T字型尾翼を持つ胴体の上面に取り付けられていた。2名のパイロットにより操縦されるように設計され、2名の科学者と関連する実験機器が与圧されたキャビン内に搭載された。ギャレー、休憩施設、トイレも備え付けられていた。
単発ターボプロップエンジン機のイーグレットとは異なりG-850は、ターボチャージャー付ピストンエンジンと高高度でそれに常時加圧された空気を送り込むためのガス発生器を稼働させるPW127ターボプロップエンジンを組み合わせた複合エンジンを2組搭載して推進式に配置していた。この方式は高高度でも出力を維持するために有利であった。各々のエンジンは直径6 m (19 ft 8 in)の5枚ブレードプロペラを駆動した。
機体製造のための型の製作は1992年11月半ばに、機体自体の製造は翌年の4月にまず尾翼から始まった。1994年に機体が完成するとエンジンの装着が始められた。

## 運用の歴史
試作機は1995年3月31日に初飛行を行った。しかし、予算超過の上に概念実証機を意図していたために汎用機器と量産型に計画されていたものよりも重い主翼構造を備えたこの試作機は、予定よりも遅れ、想定された性能を発揮できなかった。1995年4月4日に18,552 m (60,897 ft)という有人のピストンエンジン付航空機による世界高度記録を樹立したにもかかわらず、この29回目の飛行が最後の飛行となった。1996年にDLRはこの計画をキャンセルした。

## 要目 (Strato 2C)

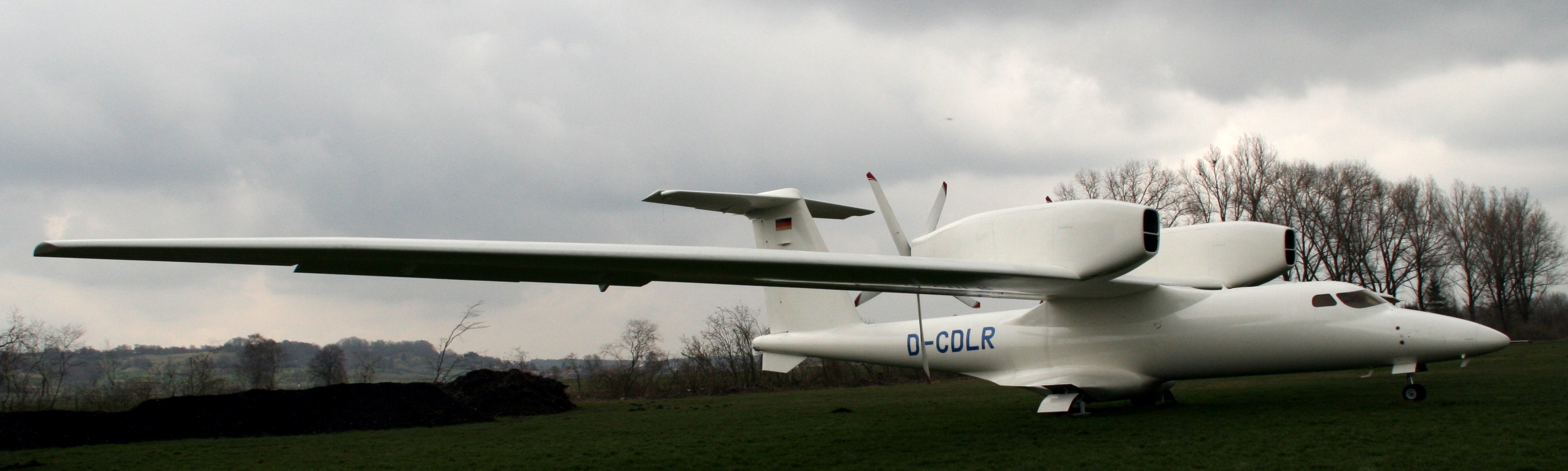

出典: Brassey's World Aircraft & Systems Directory 1999/2000
諸元
- 乗員: 4
- 全長: 23.98 m （78 ft 8 in）
- 全高: 7.76 m （25 ft 5½ in）
- 翼幅: 56.5 m（185 ft 4½ in）
- 翼面積: 150 m2 （1,614 ft2）
- 空虚重量: 6,650 kg （14,660 lb）
- 運用時重量: kg （lb）
- 有効搭載量: kg （lb）
- 最大離陸重量: 13,350 kg （29,432 lb）
- 動力: テレダイン・コンチネンタル TSIO-550 ターボチャージャー付ピストンエンジンとガス発生器駆動用プラット・アンド・ホイットニー PW127ターボプロップエンジン 、300 kW （402 hp）   × 2

性能
- 超過禁止速度: km/h （kt）
- 最大速度: マッハ 0.56 （kn） mph
- 巡航速度: 500 km/h （270 knots） 311 mph （24,000 m）[a]
- 失速速度: km/h （kn） mph
- フェリー飛行時航続距離: km （海里）
- 航続距離: 18,100 km[a] （9.773 nm） 11,246 mi
- 実用上昇限度: 24,000 m [a] （78,740 ft）
- 上昇率: m/s （ft/min）
- 離陸滑走距離: m （ft）
- 着陸滑走距離: m （ft）
- 馬力荷重（プロペラ）: kW/kg （lb/hp）